# Costruttivismo matematico
Nella filosofia della matematica, attorno all’espressione costruttivismo si raccolgono una varietà di prospettive e programmi di ricerca che, sebbene raccolgano eredità storiche e muovano da considerazioni tra loro assai diverse e non sempre compatibili, convergono tutte intorno all’obiettivo di proporre una nozione di esistenza più esplicita e distinta da quella invece asseribile - all’interno del modello di volta in volta messo a punto per meglio catturare le proprietà dell'insieme, sistema o struttura oggetto di studio - a partire dalla premessa che ciascuna affermazione possegga un valore di verità determinato (principio di bivalenza) e facente spesso leva sulla coerenza del modello (attraverso l'invocazione del principio del terzo escluso o il ricorso alla dimostrazione per assurdo).
A tale obiettivo è strettamente connesso un secondo aspetto comune, per quanto esso stesso causa di contesa: la centralità dell'elaborazione e adozione di una pratica matematica algoritmica. Ciò comporta, da una parte, la riformulazione di molte definizioni secondo criteri volti a conferire loro un contenuto quanto più possibile positivo, concreto e numerico; dall’altra, nell’intraprendere una dimostrazione d’un qualsiasi teorema, l’impiego di modalità argomentative e di operazioni capaci di condurre il ragionamento ad una conclusione sì di carattere generale, ma allo stesso tempo in linea di principio calcolabile dalle informazioni costitutive delle premesse. Da questo origina lo sviluppo della logica intuizionista e di altre formalizzazioni, come pure l'interesse per i principi di onniscienza.
Altrettanto importante e condivisa è, però, la priorità attribuita al significato e al contenuto numerico rispetto alla verità, nonché alla matematica nei confronti della logica.
Quandanche motivati da posizioni antagoniste, vi sono alcuni approcci costruttivisti – ad esempio, quello progredito dalle riflessioni di Errett Bishop – che sotto un profilo strettamente logico e matematico producono risultati immediatamente validi anche dal punto di vista della matematica classica. Altri, come il lavoro di Markov e proseguito da Kushner oppure l'intuizionismo promosso da Brouwer e portato avanti da Heyting, no.

### Introduzioni
- Errett Bishop, Appendix B. Aspects Of Constructive Truth, in Foundations of Constructive Analysis, McGraw-Hill, 1967,  pp. 352-360, ISBN 978-4871877145.
- Errett Bishop, The crisis in contemporary mathematics, in Historia Mathematica, vol. 2, n. 4, 1975,  pp. 507-517, DOI:10.1016/0315-0860(75)90113-5.
- Errett Bishop, Schizophrenia in Contemporary Mathematics, in Murray Rosenblatt (a cura di), Errett Bishop: Reflections on Him and His Research, American Mathematical Society, 1985,  pp. 1-32, ISBN 978-0-8218-5040-4.
- Errett Bishop, The Constructivization of Abstract Mathematical Analysis, in Selected Papers, 1986,  pp. 409-414, ISBN 978-9971-5-0127-3.
- Douglas Bridges e Fred Richman, Varieties of Constructive Mathematics, Cambridge University Press, 1987, ISBN 9780521318020.
- Douglas Bridges, Reality and Virtual Reality in Mathematics (PDF), 2006.
- Fred Richman, Intuitionism As Generalization, in Philosophia Mathematica, s2-5, n. 1-2,  pp. 124-128, DOI:10.1093/philmat/s2-5.1-2.124.
- Solomon Feferman, Relationships between Constructive, Predicative and Classical Systems of Analysis (PDF), in Hendricks, V.F., Pedersen, S.A., Jørgensen, K.F. (eds) Proof Theory, Springer, 2000, DOI:10.1007/978-94-017-2796-9_10.
- Anne Sjerp Troelstra, Aspects of Constructive Mathematics, in Studies in Logic and the Foundations of Mathematics, n. 90, 1977,  pp. 973-1052, DOI:10.1016/S0049-237X(08)71127-3.
- Anne Sjerp Troelstra, History of constructivism in the 20th centuryc, in J. Kennedy, & R. Kossak (Eds.), Set Theory, Arithmetic, and Foundations of Mathematics: Theorems, Philosophies (pp. 150-179)., vol. 36, 2011, DOI:10.1017/CBO9780511910616.009.

### Analisi reale, complessa e funzionale
- Errett Bishop, Foundations of Constructive Analysis, New York, Academic Press, 1967, ISBN 4-87187-714-0.
- Errett Bishop e Douglas Bridges, Constructive Analysis, Springer-Verlag, 1985, ISBN 978-3642649059.
- Douglas Bridges e Luminiţa Simona Vîţă, Techniques of Constructive Analysis, Springer Nature, 2006, ISBN 978-0387336466.
- Boris Abramovich Kushner, Lectures on Constructive Mathematical Analysis, American Mathematical Society, 1985, ISBN 978-0821845134.

### Algebra
- Ray Mines, Fred Richman e Wim Ruitenburg, A Course in Constructive Algebra, Springer Verlag, 1988, ISBN 978-0387966403.
- Henri Lombardi e Claude Quitté, Algèbre commutative Méthodes constructives, 2018, DOI:10.48550/arXiv.1611.02942.

### Topologia
- Douglas Bridges e Luminiţa Simona Vîţă, Apartness and uniformity: a constructive development, New York, Springer, 2011, ISBN 9781283477659.
- Laura Crosilla e Peter Schuster (a cura di), From Sets and Types to Topology and Analysis Towards practicable foundations for constructive mathematics, Clarendon Press, 2005, ISBN 9780198566519.

### Teoria degli insiemi costruttiva
- Peter Aczel e Michael Rathjen, Constructive Set Theory Book Draft (PDF).

### Teoria dei tipi intuizionista
- Johan Georg Granström, Treatise on Intuitionistic Type Theory, Springer Dordrecht, 2011, ISBN 978-94-007-1736-7.

### Fondamenti e storia
- Michael J. Beeson, Foundations of Constructive Mathematics: Metamathematical Studies, Springer, 1985, ISBN 9783540121732.
- Anne Sjerp Troelstra e Dirk van Dalen, Constructivism in Mathematics: An Introduction, Volume 1, Elsevier Science, 1988a, ISBN 9780444702661.
- Anne Sjerp Troelstra e Dirk van Dalen, Constructivism in Mathematics: An Introduction, Volume 2, Elsevier Science, 1988b, ISBN 9780444703583.

### Logica intuizionista
- Michael Dummett, Elements of Intuitionism, 2ª ed., Oxford University Press, 2000, ISBN 978-0-19-850524-2.

### Raccolte
- Harold Mortimer Edwards, Essays in Constructive Mathematics, Springer, 2005, ISBN 0-387-21978-1.